# Château de Graz
Le château de Graz (en allemand : Grazer Burg) est un édifice situé à l'est de la vieille ville de Graz en Autriche, à proximité de la cathédrale Saint-Gilles. La construction débute en 1438 sous le règne de Frédéric V de Habsbourg (empereur plus tardif Frédéric III), duc de Styrie. Jusqu'en 1457 et à nouveau de 1564 à 1619, la forteresse a servi de résidence aux régents de l'Autriche intérieure. 
Au nord-est se trouvent les murs de la ville au Moyen Âge qui ont été renforcés et qui constituent aujourd'hui une promenade vers le Schloßberg et son ancien château.

## Histoire
(juillet 2018).
Le château est édifié sur un manoir ducal précédent, mentionné pour la première fois en 1349. Le duc Guillaume de Habsbourg (mort en 1406) a augmenté les domaines, son jeune frère Ernest le Fer transféra sa résidence ducale à Graz.

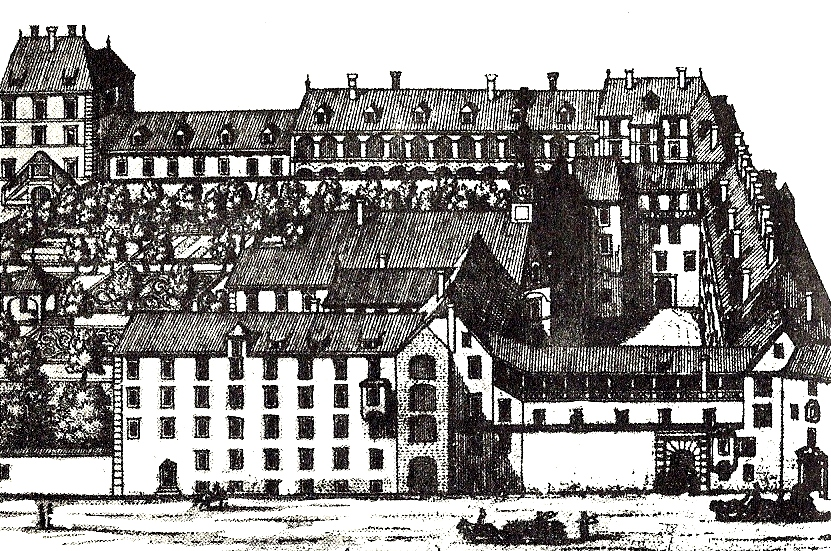
Le château vers 1700.

Frédéric V, fils aîné d'Ernest, succède à son père en 1424 et commença la mise en place de la nouvelle forteresse. Les travaux étaient achevés en 1453; dans les décennies suivantes, le château est élargi pour inclure les ailes supplémentaires et un couloir de communication au château de Schloßberg, terminé sous le gouvernement de l'archiduc Maximilien Ier vers l'an 1500. De cette période gothique, il ne reste que le double escalier en colimaçon. 
Le chantier continue en style Renaissance sous le règne de l'empereur Ferdinand Ier et de son fils, l'archiduc Charles II à partir de 1545 et de son fils Ferdinand II. En 1570–1571, Charles fit construire un nouveau palais (le Karlsbau), son épouse Marie-Anne de Bavière a fait don d'une nouvelle chapelle castrale. À cette époque, le château est aussi une bastille. Le fils et héritier de Charles, l'archiduc Ferdinand III devenait empereur en 1619 ; lorsqu'il délaisse le château, ce dernier a perdu sa fonction de siège des archiducs de Styrie et l'Autriche intérieur. Vers 1850, les ailes délabrées du château sont en grande partie détruites.
En 1922, le Landeshauptmann de Styrie s'y installe. Le château est durement touché par les bombardements de la Seconde Guerre mondiale. De 2003 à 2008, on[Qui ?] investit 20 millions d'euros pour la rénovation du château.[réf. nécessaire]